# Mathieu Chouinard
Mathieu Chouinard est un metteur en scène, acteur, pédagogue et professeur en arts dramatiques acadien. Il est cofondateur de Satellite Théâtre, une compagnie théâtrale basée  à Moncton, au Nouveau-Brunswick, et enseigne au Département d'art dramatique de l'Université de Moncton. Son travail se caractérise par une approche physique et visuelle du théâtre, souvent influencée par les techniques du mime et du mouvement. Il a également collaboré avec le Cirque du Soleil, notamment sur le spectacle X: The Land of Fantasy en Chine, où il a interprété le personnage du Watcher.

## Biographie
Mathieu Chouinard a grandi en Acadie, au Canada. Il a étudié le théâtre à l’Université de Moncton, puis à l'École supérieure de théâtre de l'UQAM. Il a ensuite poursuivi sa formation à l’École internationale de théâtre Jacques Lecoq à Paris, où il a approfondi son travail sur le mouvement et l’expression corporelle.
En 2009, il cofonde Satellite Théâtre avec Marc-André Charron. La compagnie se distingue par ses créations originales, explorant les frontières entre le théâtre, le clown, le cirque et la performance.

## Carrière

### Satellite Théâtre
Depuis sa fondation, Satellite Théâtre a produit plusieurs spectacles marquants dans le paysage théâtral canadien et international. Parmi les créations auxquelles Mathieu Chouinard a participé en tant que concepteur ou interprète, on retrouve :
- Mouving (2009)
- BOUFFE (2010)[10]
- Les Trois Mousquetaires Plomberie (2016)
- Comme un seul grům (2018)[11]

Ses œuvres ont été présentées dans plusieurs festivals et salles de théâtre à travers le Canada, en Europe et en Afrique.

### Collaboration avec le Cirque du Soleil
Mathieu Chouinard a collaboré avec le Cirque du Soleil en tant qu'acteur dans le spectacle X: The Land of Fantasy, présenté à Hangzhou, en Chine. Il y incarnait le personnage du Watcher, un sage guidant les protagonistes à travers leur voyage. La pandémie de COVID-19 a entraîné la suspension du spectacle en janvier 2020. Durant cette période, Chouinard s'est temporairement installé en Thaïlande pour éviter les restrictions strictes en Chine. En mars 2020, conscient de l'évolution de la situation mondiale, il est retourné à Hangzhou. Le spectacle a repris en juin 2020, avec des mesures sanitaires strictes et des ajustements artistiques pour s'adapter aux nouvelles réalités.

### Pédagogie et enseignement
En parallèle de son travail de création, Mathieu Chouinard est professeur au Département d'art dramatique de l'Université de Moncton. Il y enseigne des techniques liées au jeu physique et au théâtre de mouvement. Il est aussi pédagogue à L’École de création de Satellite Théâtre.

### Projets internationaux
Depuis 2012, il collabore avec la compagnie Ndam se na au Tchad, utilisant le théâtre et la danse comme outils de sensibilisation et de paix auprès des populations réfugiées. Cette initiative l'a conduit à participer à des rencontres internationales sous l'égide de la CITF, notamment à Awaln'Art (Maroc, 2015) et au MASA (Côte d'Ivoire, 2018).

## Démarche artistique
Mathieu Chouinard développe un théâtre de création reposant d'abord sur le corps des acteurs en jeu. Pour lui, la voix est l'expression d'une action, d'une impulsion physique, d'un geste ancré dans la chair. Il prône un processus de création collectif où les idées individuelles sont défendues avec conviction, dans un climat de respect et de confiance. Il croit que le théâtre est un lieu de rencontre privilégié entre les créateurs, les spectateurs et les cultures.

## Distinctions
Mathieu Chouinard a été récompensé à plusieurs reprises pour son travail en théâtre, notamment :
- Prix Éloizes
  - 2016 - Artiste de l’année en théâtre [21] 2014 - Spectacle de l’année pour la pièce BOUFFE[22]
  - 2012 - Spectacle de l’année pour la pièce Mouving et Artiste de l’année en théâtre[23]
- Fondation pour l’avancement du théâtre francophone au Canada
  - 2008, 2011, 2015 - Lauréat[24]